# آیومی فوجیمورا
آیومی فوجیمورا (انگلیسی: Ayumi Fujimura; ۳ سپتامبر ۱۹۸۲ – ) صداپیشه، و وبلاگ‌نویس اهل ژاپن بود.